# Vineți
Vineți – wieś w Rumunii, w okręgu Aluta, w gminie Spineni. W 2011 roku liczyła 329 mieszkańców. 